# Sericania torva
Sericania torva är en skalbaggsart som beskrevs av Ahrens 2004. Sericania torva ingår i släktet Sericania och familjen Melolonthidae. Inga underarter finns listade i Catalogue of Life.